# 富山新聞ニュース
『富山新聞ニュース』（とやましんぶんニュース）は、富山県の民間放送局で放送されている富山新聞社配信の報道番組（スポットニュース）である。

## 概要
富山県のJFN系列局の富山エフエム放送（FMとやま）およびコミュニティ放送局のラジオたかおかで放送されているスポットニュースで、いずれも富山県内のニュースが主体となる。
FMとやまでは1985年4月の開局から放送、ラジオたかおかでは1996年12月の開局から放送されている。FMとやまにおいては開局から2009年3月31日までは偶数月に平日4回、土曜・日曜2回放送があったが、2009年4月1日からは月曜日から金曜日の午前中2回（2009年10月1日以降は午後2回に変更）の放送のみに変更された。北陸中日新聞と半年のローテーションで放送時間を午前・午後と入れ替えていたが、2018年に北陸中日新聞のニュース配信が終了し、富山新聞の配信のみに変更されている。
2012年10月1日からは、ラジオたかおかにおいてラジオかなざわが制作するローカルワイド番組内で『北國新聞・富山新聞ニュース』を開始。全国ニュースのほかに、石川県内と富山県内のニュースも放送している。ただし、祝日・お盆（旧盆）・年末年始はラジオかなざわのローカルワイド番組が休止するため、ニュース放送は行われない。
なお、富山新聞社からニュース配信を受けているチューリップテレビでは同タイトルを使用せず、『チューリップテレビNEWS』として放送している。

## 放送時間

### FMとやま
2021年4月時点。2009年3月までは土曜・日曜日にも1日2回放送があった。前述のとおり、2018年に年度上期と下期でのローテーションは廃止されている。
月曜 - 金曜
- 7:55 - 『Breakfast Show』内
- 8:20 - 同上
- 17:25（金曜） - 単独番組（年末年始は休止）
- 17:35（月曜 - 木曜） - 『PASSION』内（同番組休止時ならびに年末年始は休止）
- 18:25 - 『PASSION』内（月曜 - 木曜、同番組休止時ならびに年末年始は休止）、『URBAN COLORS』内（金曜、同番組休止時ならびに年末年始は休止）

### ラジオたかおか
いずれも祝日・お盆・年末年始は休止。
月曜 - 木曜
- 12:00（北國・富山）
- 13:00（北國・富山）
- 13:55
- 17:05（北國・富山）

金曜
- 12:00
- 13:00
- 13:55
- 17:05（北國・富山）